# 普施察-沃迪查公园
普施察-沃迪查公园（烏克蘭語：Пуща-Водиця）是烏克蘭基輔奧博隆區的一個公园 ，总面积11.73公顷。公園始建於1994年2月17日。公園通過一條建于1904年的电车线路与其他城市相连。